# 334. strelska divizija (ZSSR)
334. strelska divizija (izvirno rusko 334. стрелковая дивизия; kratica 334. SD) je bila strelska divizija Rdeče armade v času druge svetovne vojne.

## Zgodovina
Divizija je bila ustanovljena oktobra 1941 v Kazanu.